# Osloer Straße (metropolitana di Berlino)
Osloer Straße è una stazione della metropolitana di Berlino, nel quartiere di Gesundbrunnen, che serve la linea U8 e U9, di cui è terminale. Così come la strada da cui prende il nome, si rifà alla capitale norvegese.
La stazione su due livelli ha visto la luce il 30 aprile del 1976 per quanto riguarda la linea U9 e il 5 ottobre 1977 la U8. Dal 1995 è servita dalla linea M13 di tram. La stazione è stata creata dall'architetto Rainer G. Rümmler.

## Servizi
La stazione dispone di:
- Scale mobili